# Sodra
Sodra je padavina v trdem stanju, ki nastaja v nevihtnih oblakih - to so prozorna ali polprozorna ledena zrna kroglaste ali nepravilne oblike s premerom od 1 do 5 mm.
Značilno zanjo je, da se pri padcu na trdo podlago slišno odbije in se pri tem ne drobi. Sodra je podobna babjemu pšenu, le da je z razliko od le-tega obdana s skorjo ledu. Glede na nastanek so zmrznjene dežne kapljice, ponovno zmrznjene staljene snežinke, ali pa snežni kristali, prevlečeni s tanko ledeno skorjo.